# Apioscelis tuberculata
Apioscelis tuberculata är en insektsart som först beskrevs av Walker, F. 1870.  Apioscelis tuberculata ingår i släktet Apioscelis och familjen Proscopiidae. Inga underarter finns listade i Catalogue of Life.